# Етыпур
Етыпур (устар. Еты-Пур) — река на юге Пуровского района Ямало-Ненецкого автономного округа России, левая составляющая р. Айваседапур, сливается с р. Еркалнадейпур (бассейн р. Пур).

## Географические сведения
Длина реки — 267 км. Площадь водосборного бассейна — 7520 км². Берёт начало на Сибирских Увалах из группы озёр Тагрэмтортиань высота истока — 99 м над уровнем моря, течёт с юга на север. В бассейне реки насчитывается свыше 300 водотоков и много озёр. Из 47 наиболее значительных водотоков (длиной свыше 10 км) только два притока Етыпура (Тырльяха и Хадутейяха) имеют длину более 100 км. Наиболее значительные озера — Холокуто, Сельчанто. В питании реки основную роль играют талые снеговые воды. Высота устья — 43 м над уровнем моря.

## Физические сведения
Среднегодовой расход воды — 75 м³/с. Половодье с мая по середину июня, начало июля. Замерзает обычно во второй половине октября, вскрывается в конце мая — начале июня. Средняя толщина льда в конце зимы 75−80 см. Вскрытие реки весной сопровождается кратковременным (от 2 до 7 дней) ледоходом. Богата рыбой.

## Притоки
- 29 км: Табнемеяха (лв)
- 42 км: Табколыяха (лв)
- 53 км: Тырльяха (лв) (длина 158 км)
- 69 км: река без названия (лв)
- 72 км: Хояха (лв) (длина 78 км)
- 84 км: река без названия (лв)
- 92 км: Сельчантояха (пр)
- 110 км: Ерпур (пр)
- 111 км: река без названия (лв)
- 123 км: Похияха (лв)
- 152 км: Косомыяха (пр) (длина 80 км)
- 157 км: Хадутейяха (пр) (длина 130 км)
- 160 км: Холокуяха (пр)
- 173 км: Сяраяха (лв)
- 175 км: Етыяха (лв)
- 191 км: Тасуяха (лв)
- 210 км: Катуяха (лв)
- 222 км: Парнэяха (лв)
- 228 км: Малейяха (пр)
- 230 км: Нюча-Етыпур (лв)

## Данные водного реестра
По данным государственного водного реестра России относится к Нижнеобскому бассейновому округу, водохозяйственный участок реки — Пур. Речной бассейн реки — Пур.